# Pekingská zoologická zahrada
Pekingská zoologická zahrada (čínsky v českém přepisu Pej ťing tung wu jüan, pchin-jinem Běi jīng dòng wù yuán, znaky zjednodušené 北京动物园, tradiční 北京動物園) je zoologická zahrada v Pekingu, hlavním městě Čínské lidové republiky. Nachází se v obvodě Si-čcheng v centru města a byla založena v roce 1906 na konci období říše Čching. Má rozlohu přibližně 90 hektarů a každoročně ji navštíví přes šest miliónů návštěvníků. Je v ní přes 14 tisíc zvířat. Zastoupeno je více než 450 suchozemských a 500 vodních druhů.
Zahrada je známá svými vzácnými čínskými endemity jako je langur čínský, panda velká, tygr čínský, jelen bělohubý, jelen milu, aligátor čínský a velemlok čínský. Dalšími vzácnými zastoupenými zvířaty jsou například tygr ussurijský, kůň Převalského, irbis, jak, gazela tibetská a kiang.